# Mose Tuiali'i
Pas d'image ? Cliquez ici

a Compétitions nationales et continentales officielles uniquement.

b Matchs officiels uniquement.
Dernière mise à jour le 30 octobre 2015.
Moses Moses Tuiali'i est né le 25 mars 1981 à Auckland (Nouvelle-Zélande). C’est un joueur de rugby à XV, qui joue avec l'équipe de Nouvelle-Zélande, évoluant au poste de troisième ligne centre (1,95 m).

## Carrière

### En club
- 2003 : Blues
- 2004 : Crusaders
- depuis 2009 : Yamaha Júbilo (Top League - Japon)

En 2006, il dispute le Super 14 avec les Crusaders. Il a disputé 12 matchs pour cette équipe en 2004-2005 dans le Super 12.

### En équipe nationale
Il a eu sa première cape internationale le 26 juin 2004, à l’occasion d’un match contre l'équipe d'Argentine. En 2015, Mose Tuiali'i et le Yamaha Jubilo gagnent la 52e édition du All Japan Championship contre le Suntory Sungoliath. Cette même année, ils terminent à la deuxième place de la saison régulière de Top League derrière les Panasonic Wild Knights.

## Palmarès

### En club
- Crusaders:
  - 23 matchs avec les Crusaders (02-2006)
  - 15 matchs de Super 12 (fin 2005)
  - Vainqueur du Super 12 en 2005
- Yamaha Jubilo:
  - 63 matchs de Top League (02-2015)
  - Vainqueur du All Japan Championship en 2015
  - 2nd de la Top League en 2015

### En équipe nationale
- 9 sélections avec les All-Blacks, et un autre match ne comptant comme test matchs
- Sélections par année :  6 en 2004, 3 en 2005